# Liste der Mitglieder der American Academy of Arts and Sciences/1807
Im Jahr 1807 wählte die American Academy of Arts and Sciences zwei Personen zu ihren Mitgliedern.

## Neugewählte Mitglieder
- Thomas Thacher (1756–1812)
- Francis Adrian Van der Kemp (1752–1829)